# Johann Anton Ramboux
Johann Anton von Ramboux est un peintre prussien d'histoire et de portrait, né à Trèves le 5 octobre 1790 et mort à Cologne le 2 octobre 1866.
Il apprit les éléments de son art à Florenville, chez Abraham Gilson, et poursuivit sa formation pendant trois ans dans l'atelier de David à Paris. En 1815, il étudia dans l'académie des beaux arts de Munich. En 1816, il se rendit à Rome avec son ami le graveur Samuel Amsler (en) (1791-1849) et y resta jusqu'en 1822. Il sera finalement conservateur du Musée Wallraf-Richartz de Cologne.

## Œuvres

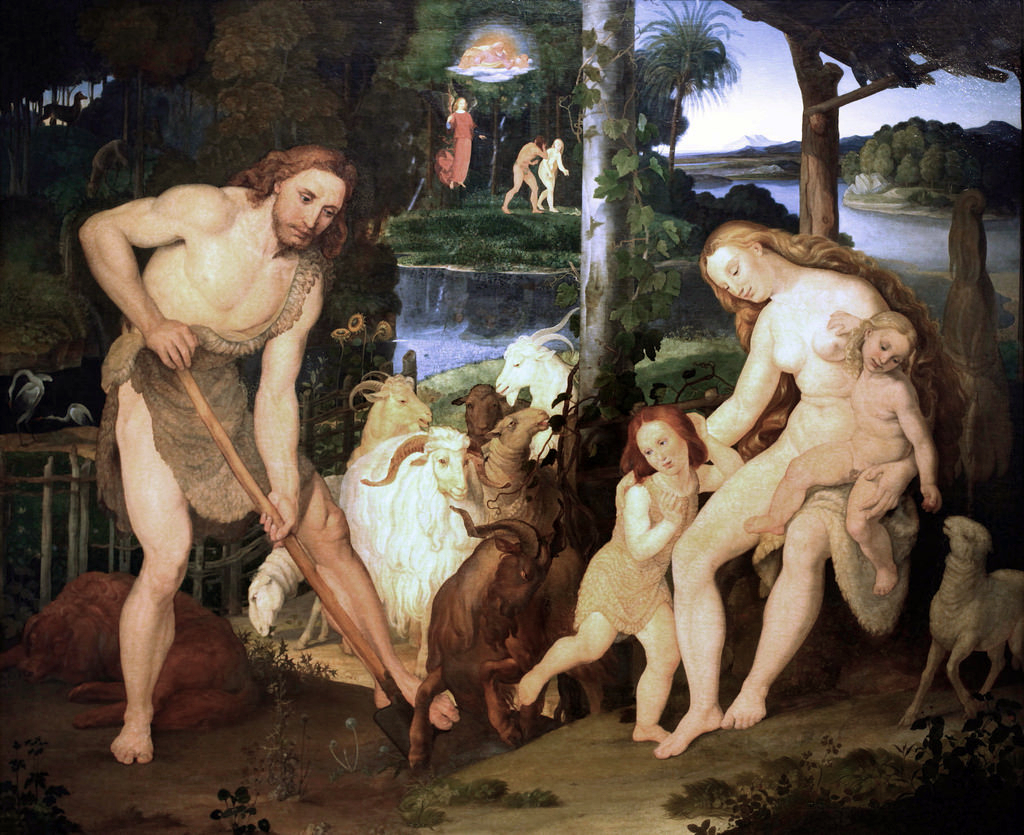
Adam et Eve après leur expulsion du Paradis (c. 1818)

Les Frères Heberard, Lithographie, 1822 - Cleveland Museum of art

### Textes
- Beiträge zur Kunstgeschichte der Malerei (Contributions à l'histoire de la peinture), Cologne, 1860, 300 p.
- Umrisse zur Veranschaulichung altchristlicher Kunst in Italien vom Jahr 1200–1600 (Esquisse des l'art chrétien primitif en Italie : 1200-1600), Cologne, 1854, 125 p.